# کریس ویل
کریس ویل (انگلیسی: Chris Weale؛ زادهٔ ۹ فوریهٔ ۱۹۸۲) بازیکن فوتبال اهل بریتانیا است.
از باشگاه‌هایی که در آن بازی کرده است می‌توان به باشگاه فوتبال هرفورد یونایتد، باشگاه فوتبال لستر سیتی، تیم سی فوتبال ملی انگلیس، باشگاه فوتبال بریستول سیتی، باشگاه فوتبال شروزبری تاون، باشگاه فوتبال یئوویل تاون، باشگاه فوتبال برتون آلبیون، و باشگاه فوتبال نورث‌همپتون تاون اشاره کرد.
وی همچنین در تیم ملی فوتبال تیم سی فوتبال ملی انگلیس بازی کرده است.